# Yvecrique
Yvecrique – miejscowość i gmina we Francji, w regionie Normandia, w departamencie Sekwana Nadmorska.
Według danych na rok 1990 gminę zamieszkiwało 649 osób, a gęstość zaludnienia wynosiła 109 osób/km² (wśród 1421 gmin Górnej Normandii Yvecrique plasuje się na 365. miejscu pod względem liczby ludności, natomiast pod względem powierzchni na miejscu 613.).